# Daniele Dall'Oste
Daniele Dall'Oste (Varese, 24 de maig de 1991) va ser un ciclista italià. Els seus resultats els va aconseguir com a amateur, ja que no va arribar a passar al professionalisme, decebut del ciclisme.

## Palmarès
- 2010
  - 1r a la Coppa San Sabino
- 2012
  - 1r al Giro del Belvedere
  - Vencedor d'una etapa al Giro de la Vall d'Aosta
  - Vencedor d'una etapa a la Volta a Tenerife